# 加治佐修
加治佐 修（かじさ おさむ、1973年12月30日 - ）は、日本の漫画家、イラストレーター。神奈川県生まれ。東京都練馬区在住。別ペンネームにカジオ。
Everybody (お笑いコンビ)のタクトOK!!は従兄弟。

## 来歴
神奈川県立相模原高等学校、立教大学文学部卒。サラリーマン生活ののち、1999年、第57回手塚賞に「ハプニングゴーゴー!!」で佳作入選。同年、赤マルジャンプに掲載され漫画家デビュー。

## 作品リスト

### 単行本
- TATTOO HEARTS（連載・週刊少年ジャンプ・2003年2号 - 同年17号）
- DD北斗の拳（原作・武論尊・原哲夫、連載・月刊コミックゼノン・2010年12月号 - 2016年8月号）※カジオ名義
- バーテンダー à Paris（原作・城アラキ、連載・グランドジャンプ・2012年1月18日号（通巻4号）- 2013年）
- バーテンダー à Tokyo（原作・城アラキ、連載・グランドジャンプ→グランドジャンプPREMIUM・2013年 - 2016年）
- バーテンダー6stp（原作・城アラキ、連載・グランドジャンプPREMIUM・2016年 - 2020年）
- スリースター（裏少年サンデーコミックス、2020年6月 - 、既刊18巻）

### 読切
- ハプニングゴーゴー!!（読切・赤マルジャンプ・1999SUMMER）
- ナグモ（読切・赤マルジャンプ・2000WINTER）
- TATTOO HEARTS（読切・週刊少年ジャンプ・2000年45号）
- ノラ・ソラ（読切・赤マルジャンプ・2005SPRING）

### その他
- 『必殺仕事人〜お仕置きコレクション〜』に描き下ろし仕事人カード「バーテンダー 酒々井千夏」を提供（2013年10月31日 - 同年11月30日）。